# Kościół Świętych Apostołów Piotra i Pawła w Główczycach
Kościół Świętych Apostołów Piotra i Pawła – rzymskokatolicki kościół parafialny należący do parafii pod tym samym wezwaniem (dekanat Główczyce diecezji pelplińskiej). Świątynią opiekują się salezjanie.

## Historia
Współczesny kościół parafialny powstał w 1881 na miejscu poprzedniego, który rozebrano. Poświęcono go 24 września 1891. Fundatorami byli właściciele z Główczyc – Puttkamerowie. 
Kościół na planie krzyża powstał w stylu neogotyckim, jest z cegły i kamienia, na kamiennym fundamencie, orientowany, z zakończonym ścianą prostą wyodrębnionym prezbiterium. Masywna wieża została wystawiona przy prezbiterium. Ma wysokość 42 m, jest czterokondygnacyjna i nakryta dachem wieżowym w formie ostrosłupa o ośmiokątnej podstawie, który otoczony jest czterema wieżyczkami - sterczynami, również zwieńczonymi podobnymi daszkami. Wszystkie te dachy są kryte blachą miedzianą. Wyposażenie wnętrza kościoła pochodzi z końca XIX wieku: ołtarz, ambona, organy, ławki, konfesjonał oraz empory dla miejscowej szlachty. W oknach umieszczone są oryginalne witraże ze scenami religijnymi, a także herby szlacheckich rodzin związanych z Główczycami: von Krockow, von Puttkamer, von Querzen, von Zieres, von Wilkau czy von Privitz zu Gettron.
Od 1897 w kościele znajdowała się brązowa tarcza zakupiona z datków wspólnoty gminnej. Znajdował się na niej napis: na wieczną pamiątkę o naszych wiernych poddanych króla, kanclerza Wilhelma I, błogosławiony, zwycięski wódz, kraju wierny ojciec, wytrwali wyznawcy wiary protestanckiej. Po I wojnie światowej sprzęt oraz obraz Ostatniej Wieczerzy zostały skradzione. Odnaleziono je w częściach na polu w pobliżu Miastka.
W 1923 w kościele zawieszono nowy stalowy dzwon. Zainstalowano też system ogrzewania.

## Galeria

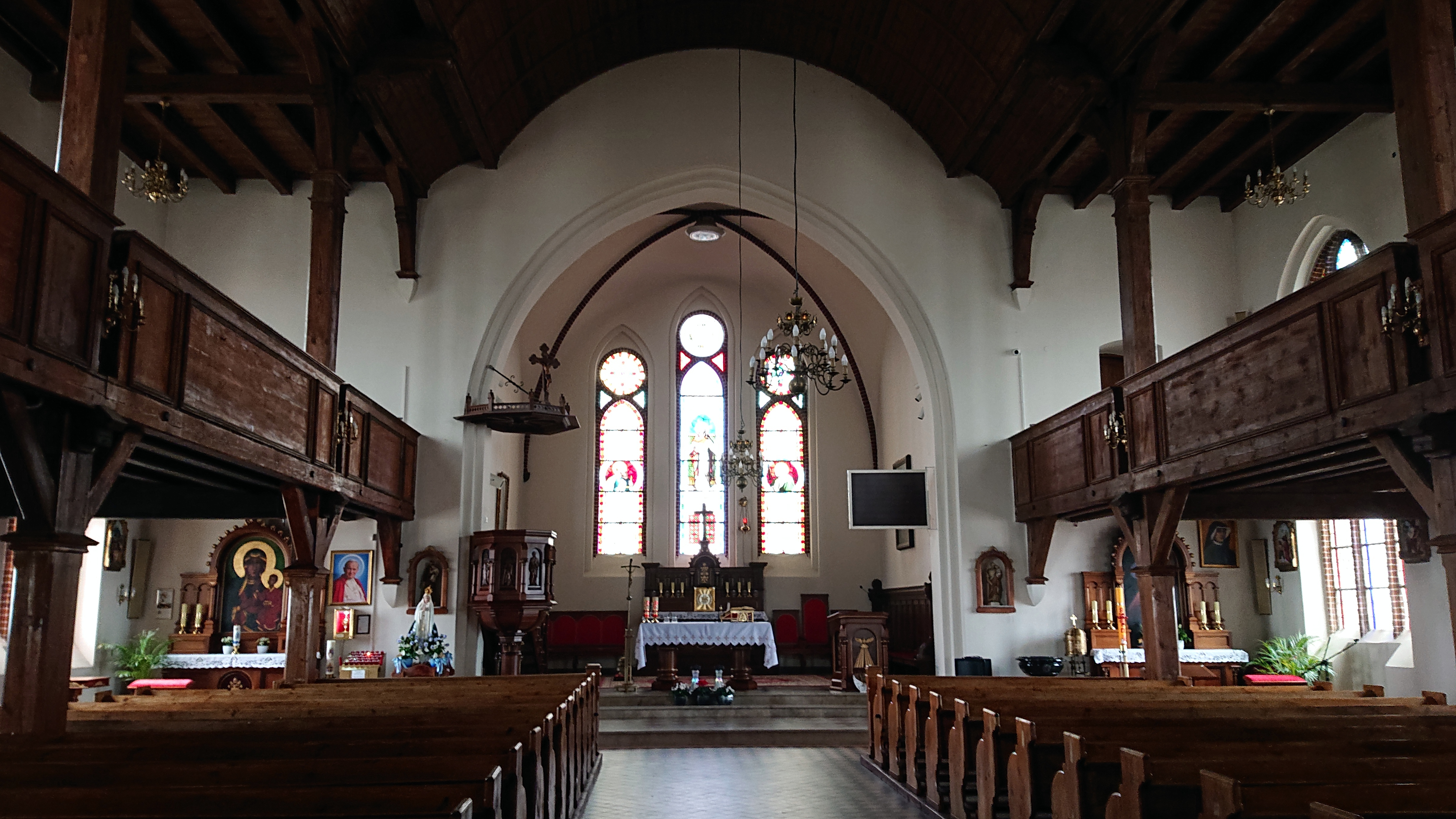
Widok z nawy głównej w stronę prezbiterium
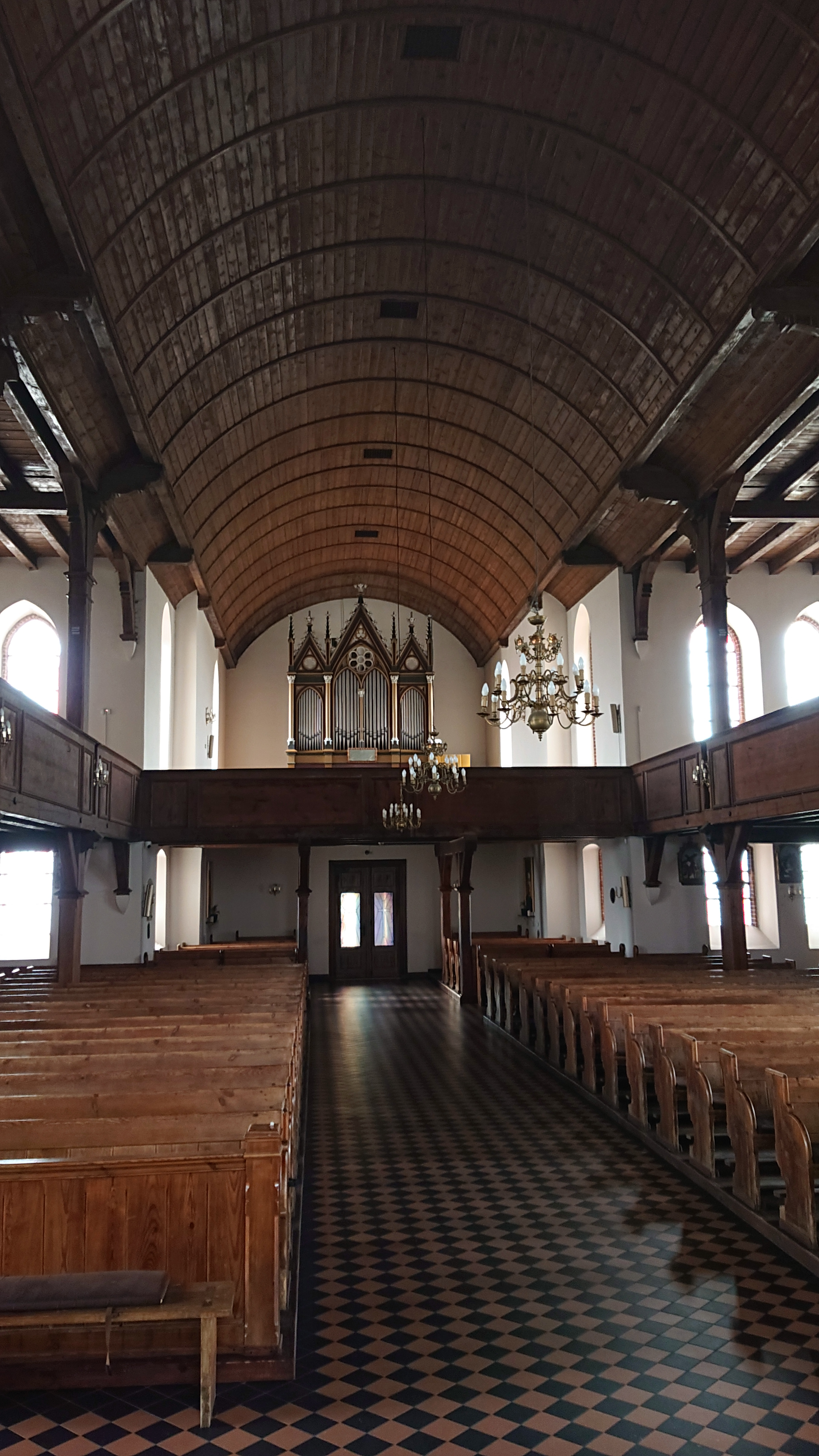
Widok z nawy głównej w stronę chóru muzycznego
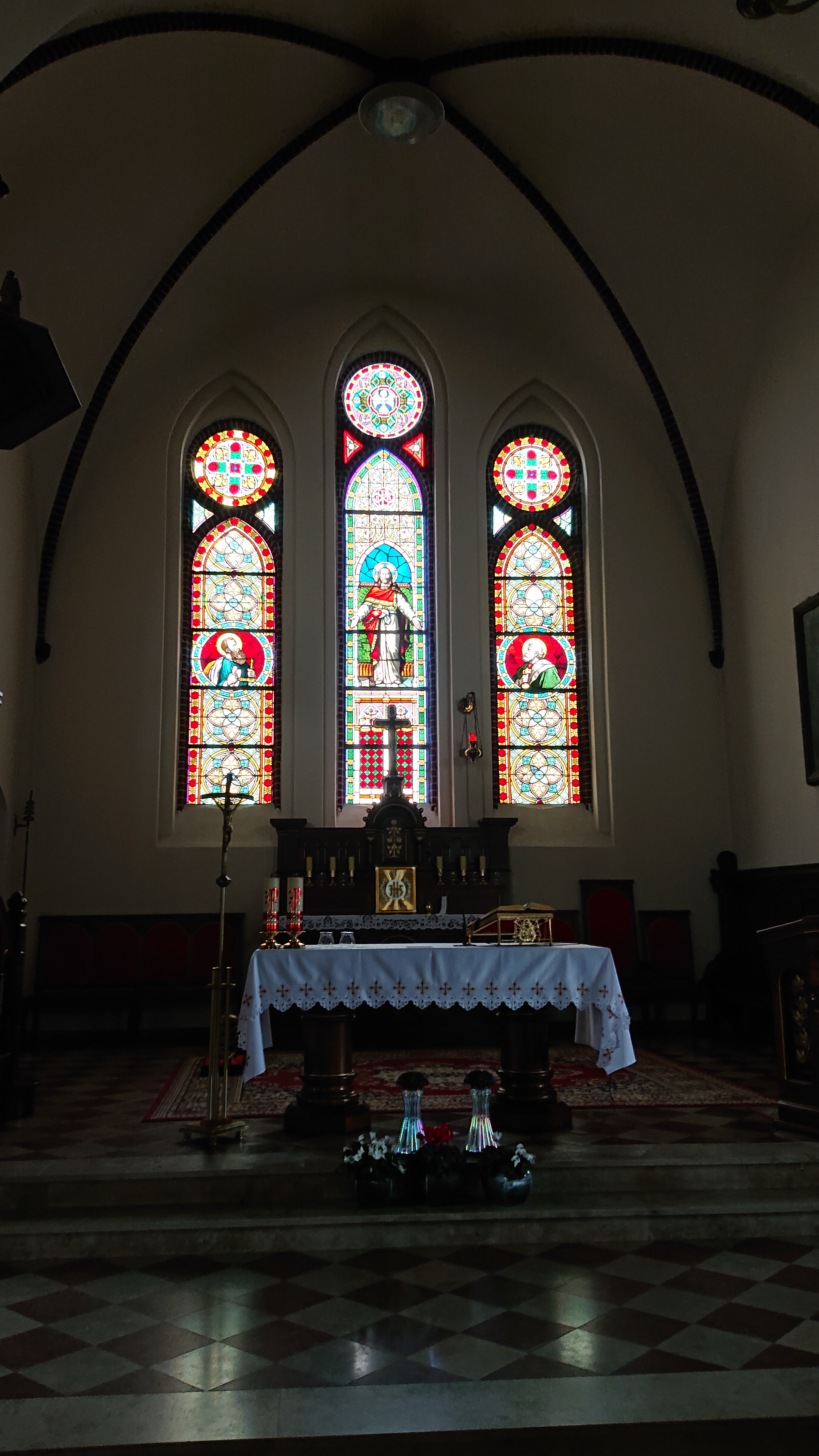
Widok na prezbiterium
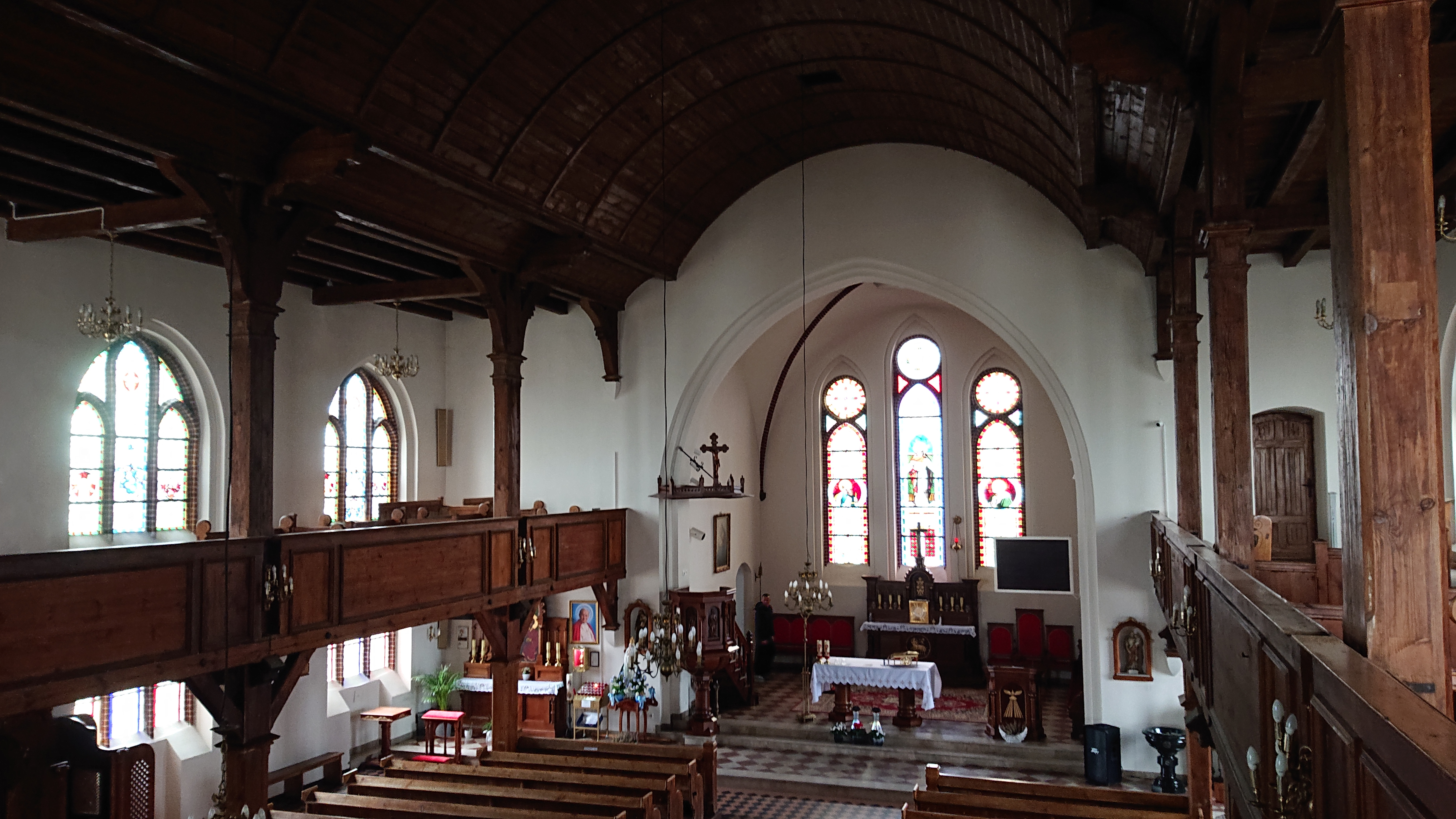
Widok z chóry muzycznej w stronę prezbiterium
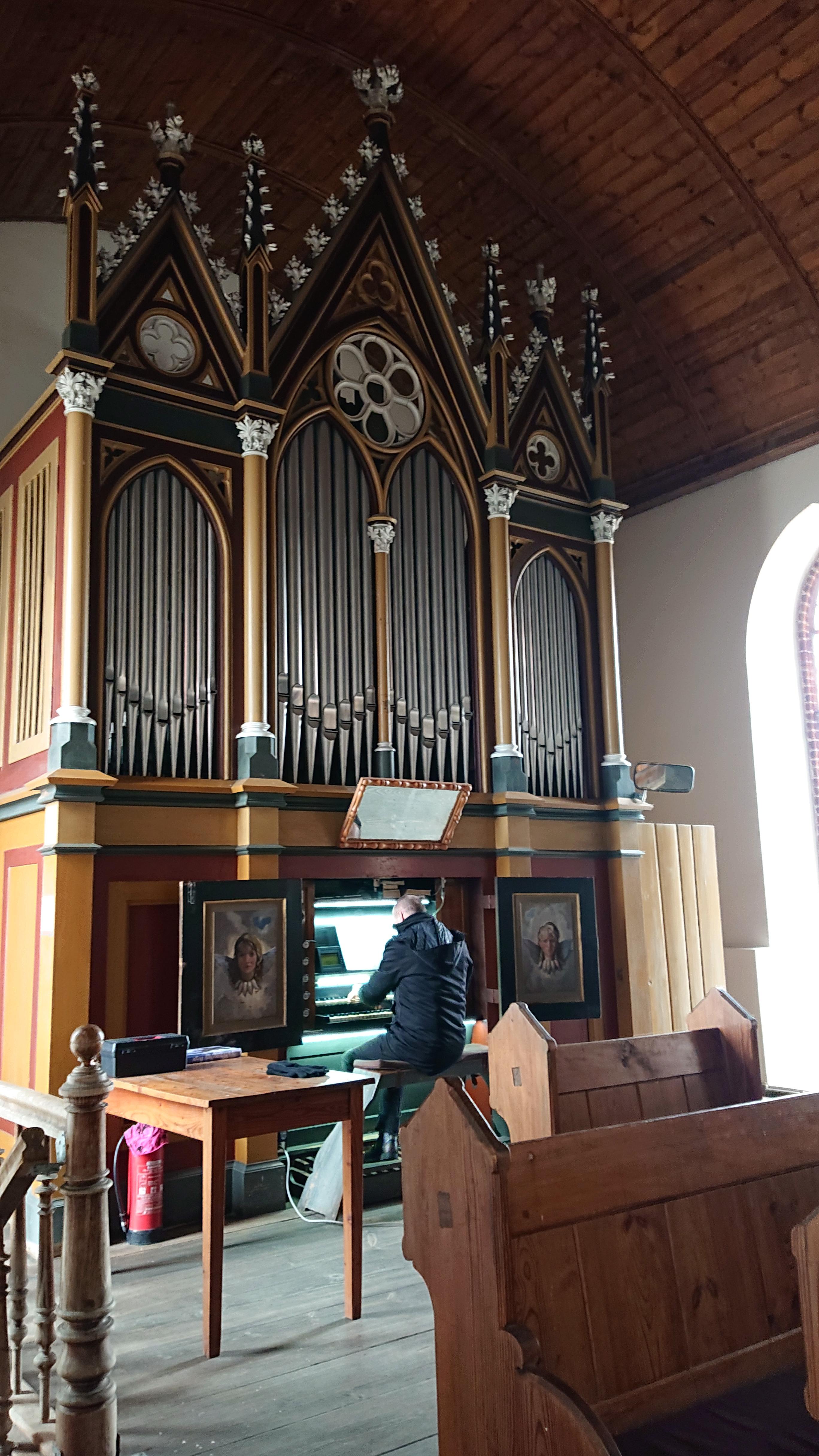
Organy
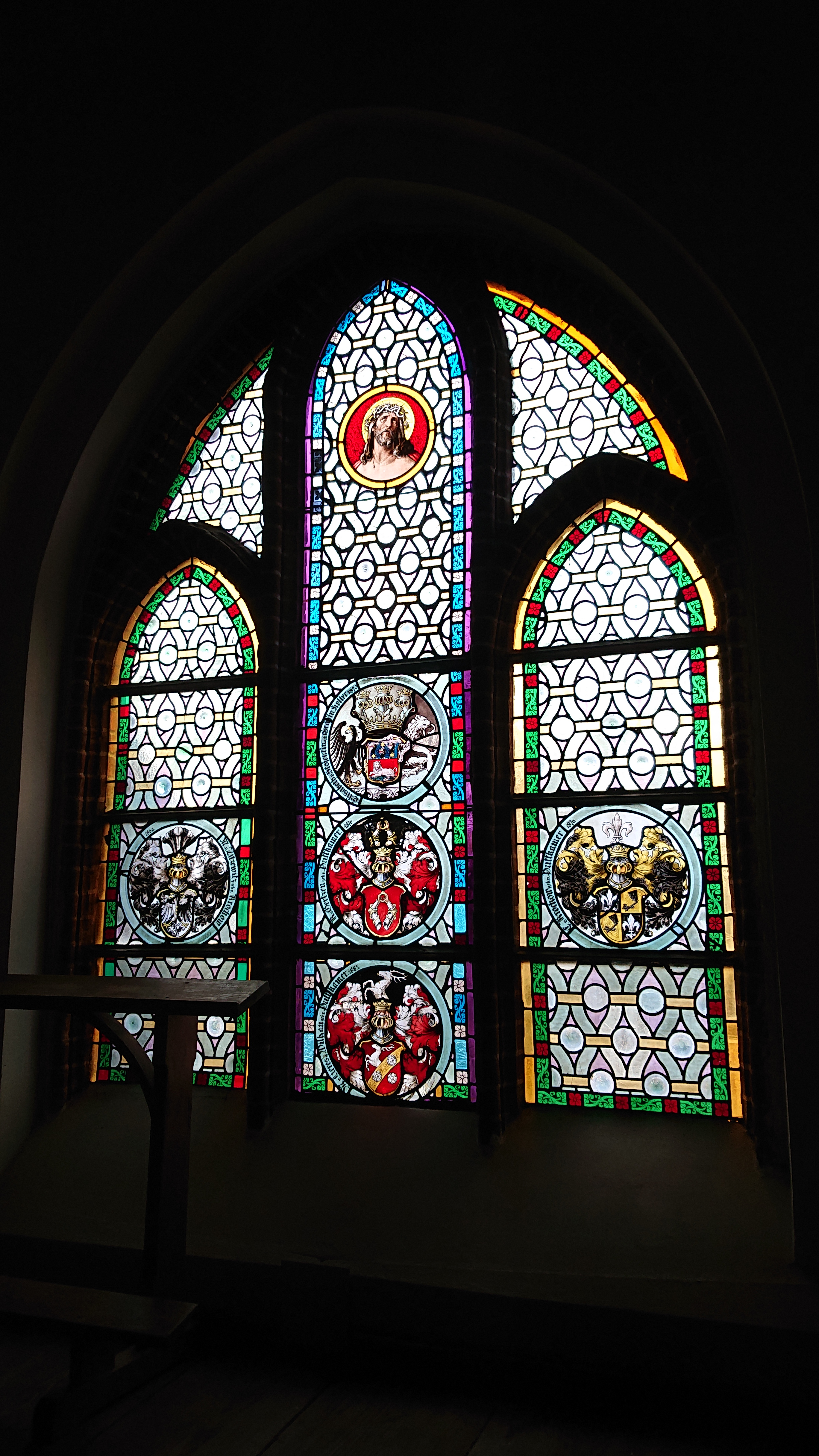
Jeden z witraży widoczny z empor
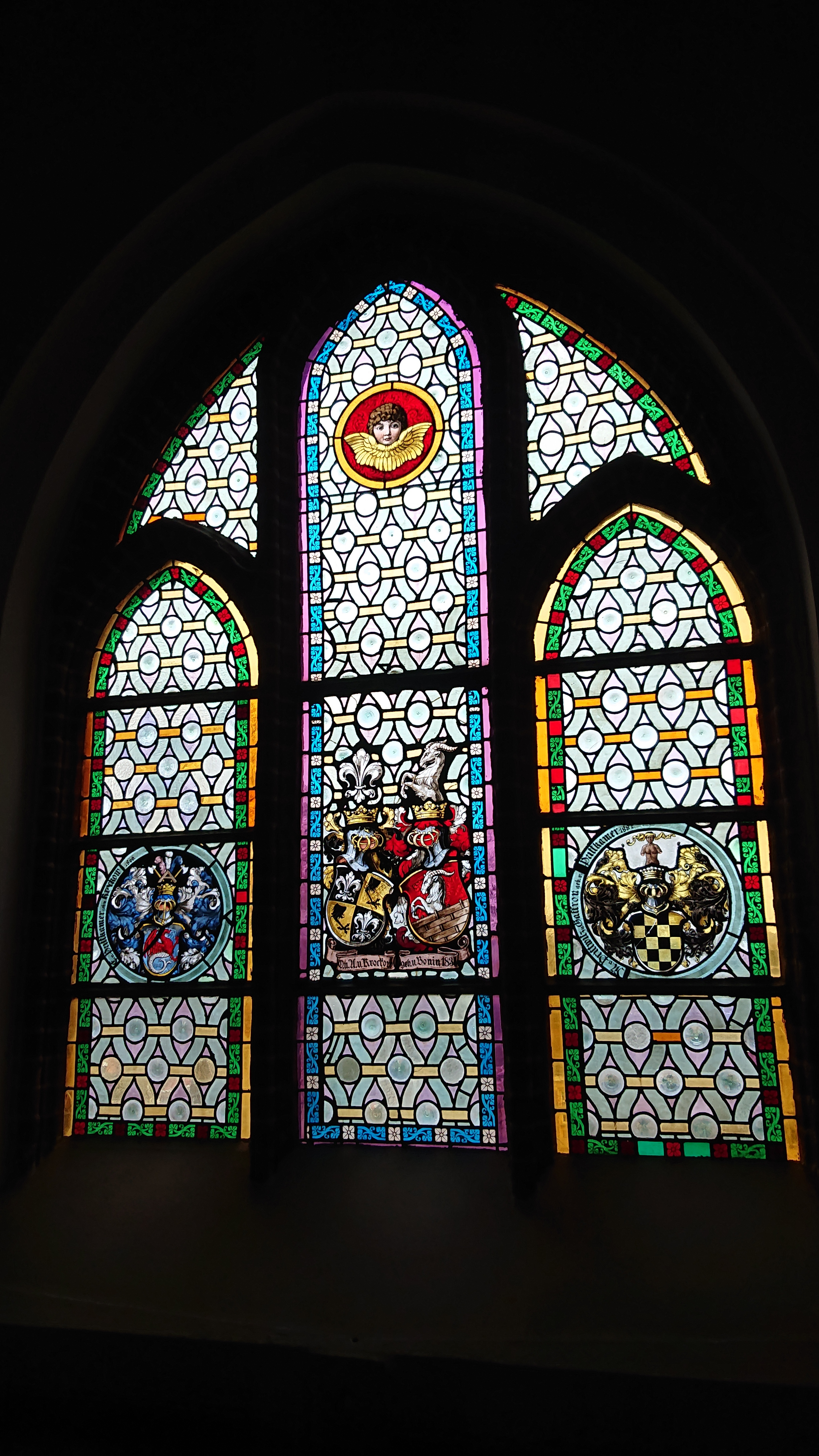
Jeden z witraży widoczny z empor
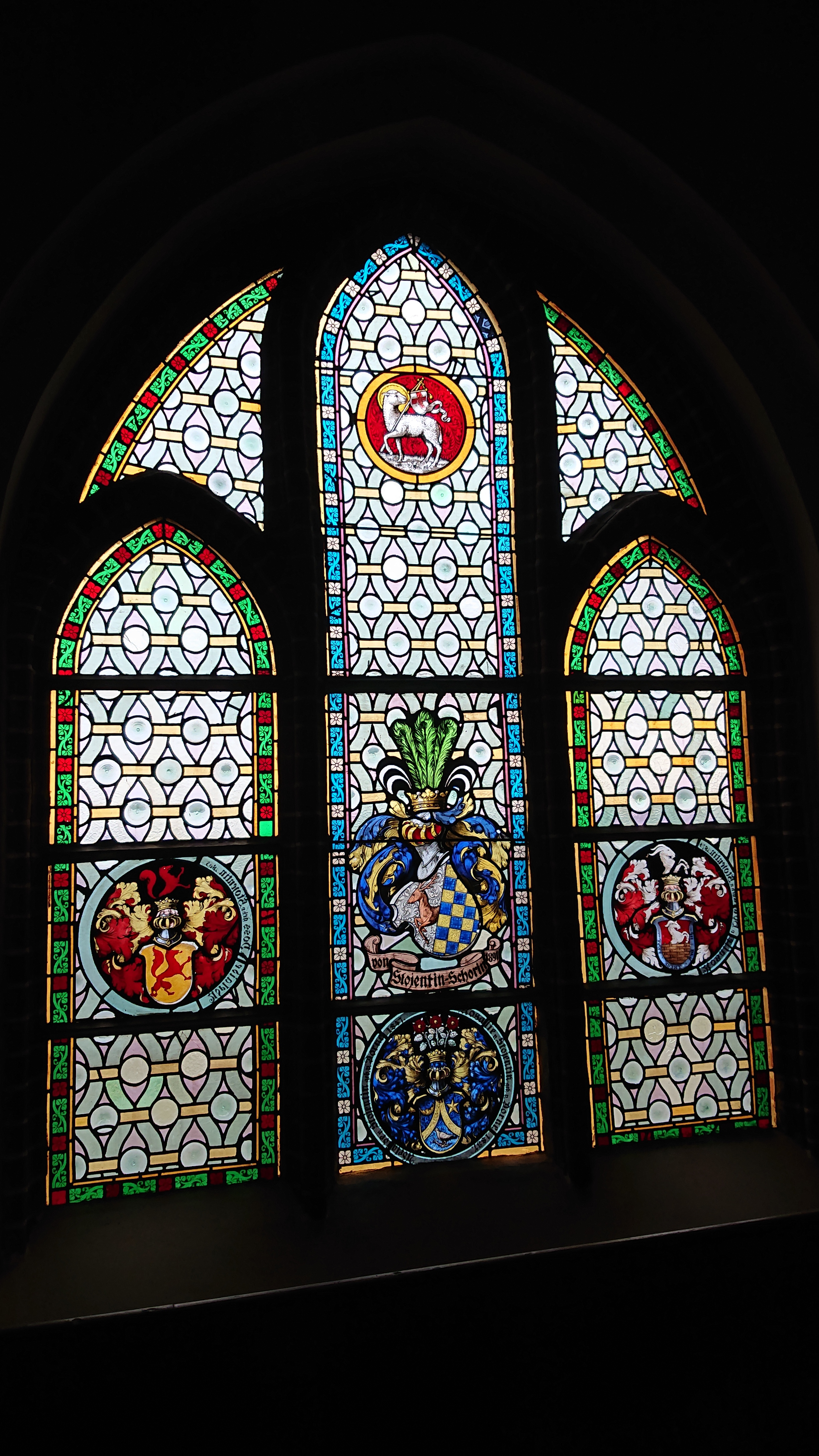
Jeden z witraży widoczny z empor
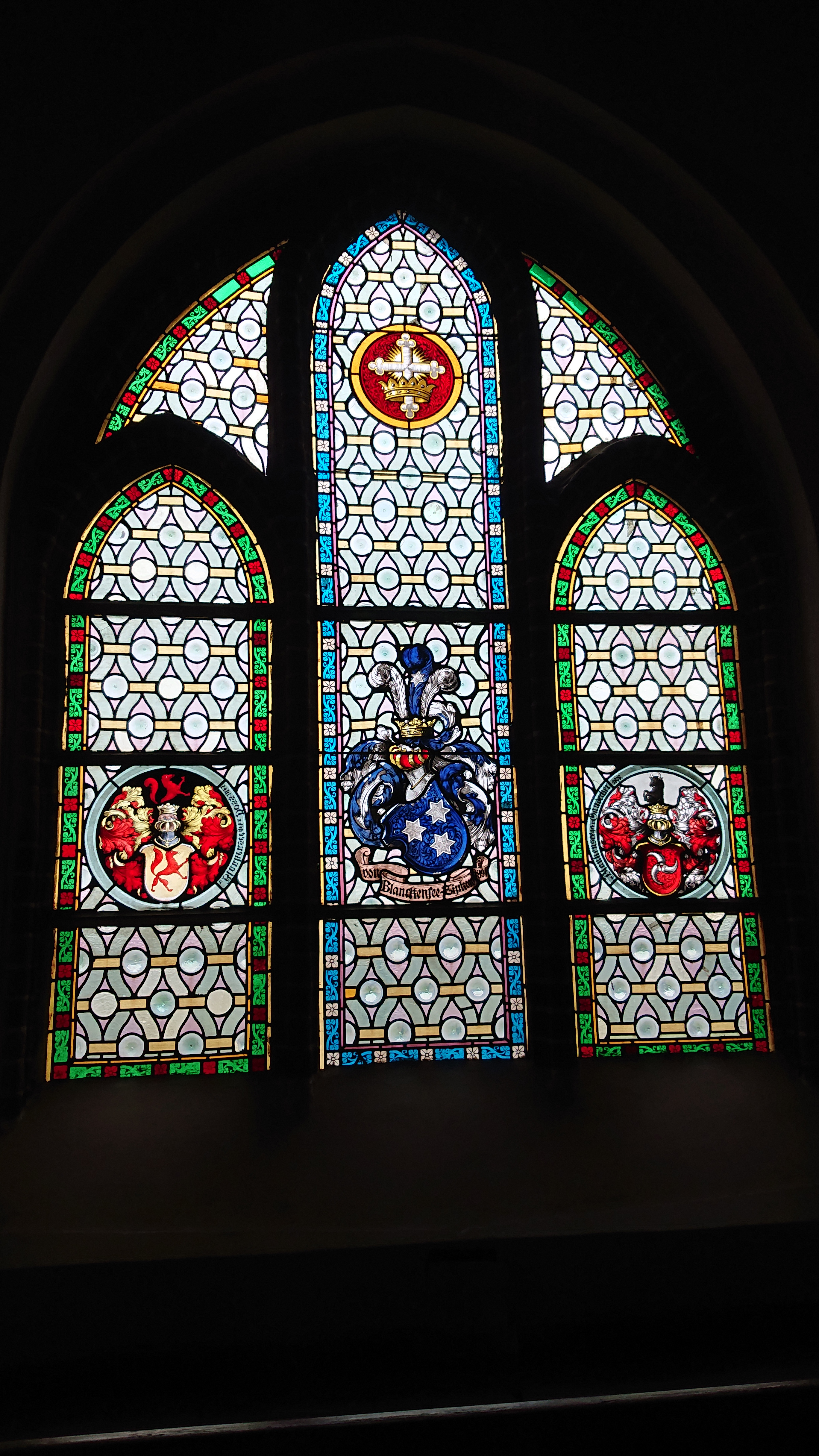
Jeden z witraży widoczny z empor
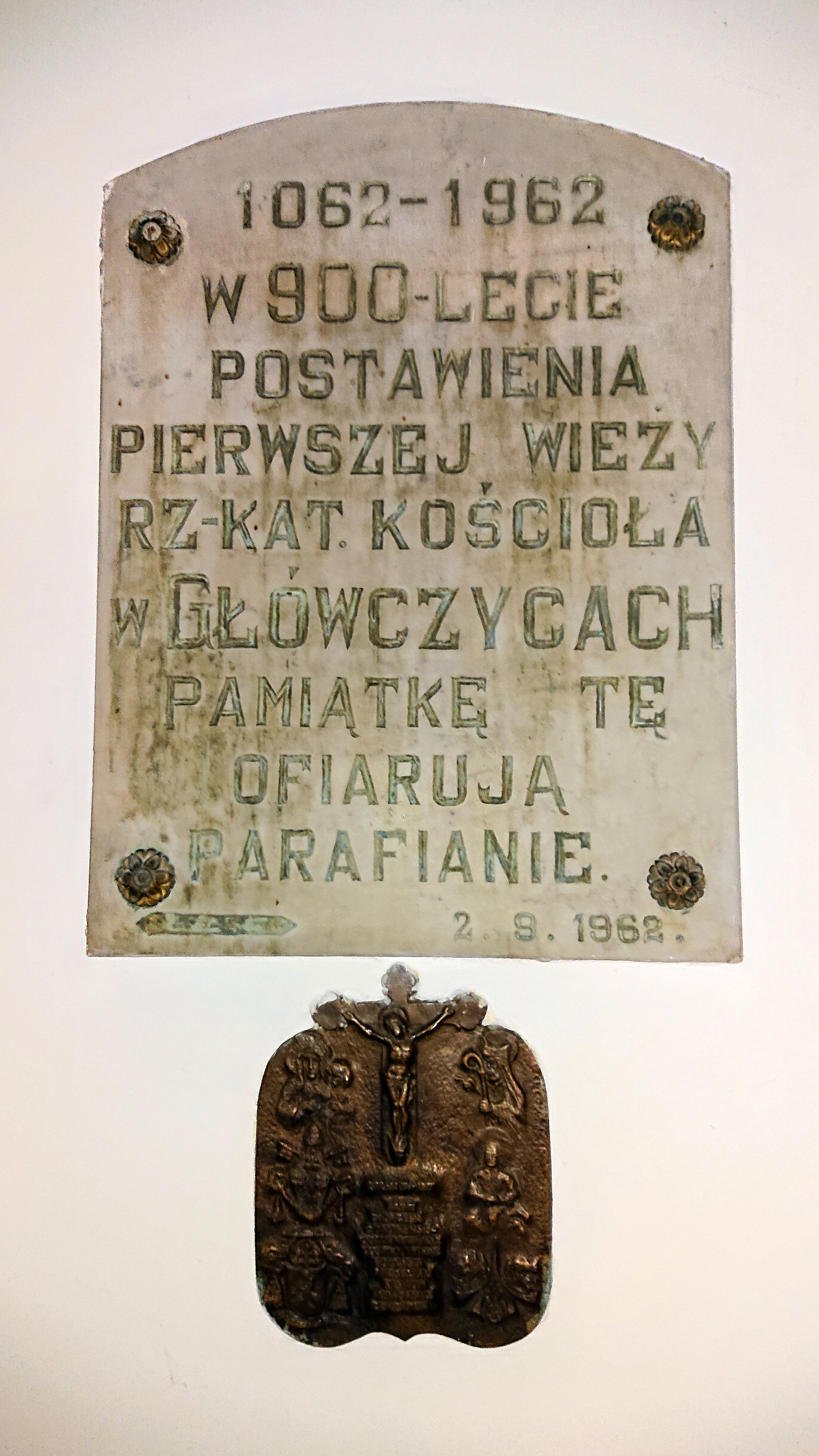
Tablica pamiątkowa